# Sporting Clube de Coimbrões
O Sporting Clube de Coimbrões é um clube desportivo português com sede no lugar de Coimbrões, freguesia de Santa Marinha, concelho de Vila Nova de Gaia.

## História
O clube foi fundado em 25 de Outubro de 1920 por um grupo de jovens trabalhadores, animados da mesma força de vontade de outros vilanovenses que haviam criado o Vilanovense.
Apesar de ter incluído diversas modalidades ao longo da sua história, atualmente o SC Coimbrões engloba apenas equipas de futebol masculino, basquetebol feminino e patinagem artística feminina e masculina. Os seniores de futebol jogam no Campeonato de Portugal e disputam as partidas caseiras no Parque Silva Matos, enquanto as seniores de basquetebol militam na I Divisão Nacional e jogam em casa no Pavilhão de Coimbrões. A patinagem artística é uma modalidade federada recente no clube (novembro de 2011).
O feito mais mediático do SC Coimbrões a nível nacional foi a vitória do seu ciclista Belmiro Silva na 40ª Volta a Portugal em Bicicleta, em 1978.
Outra das principais conquistas do clube teve lugar na época 2007/08, quando venceu pela primeira vez na sua história o Campeonato da Divisão de Honra da Associação de Futebol do Porto, I Divisão Futebol de 5 Série A 1995/96. regressando às divisões nacionais após décadas de ausência. Duas épocas depois desse feito, volta a estabelecer um marco na sua história ao sagrar-se campeão da Série C da III Divisão Nacional em 2009/10, subindo assim à II Divisão Nacional.

## Modalidades

### Modalidades praticadas
- Basquetebol
- Futebol
- Patinagem Artística

### Modalidades extintas
- Andebol de Onze
- Andebol de Sete
- Atletismo
- Boxe
- Ciclismo

- Columbofilia
- Futsal
- Hóquei em Campo
- Natação
- Ténis de Mesa
- Tiro aos pombos
- Polo aquático

## Futebol

### Classificações
| Escalão          | 00/01 | 01/02 | 02/03 | 03/04 | 04/05 | 05/06 | 06/07 | 07/08 | 08/09 | 09/10 | 10/11 | 11/12 |
| ---------------- | ----- | ----- | ----- | ----- | ----- | ----- | ----- | ----- | ----- | ----- | ----- | ----- |
| Liga Sagres      | -     | -     | -     | -     | -     | -     | -     | -     | -     | -     | -     | -     |
| Liga Vitalis     | -     | -     | -     | -     | -     | -     | -     | -     | -     | -     | -     | -     |
| II Divisão       | -     | -     | -     | -     | -     | -     | -     | -     | -     | -     | 9º    | 9º    |
| III Divisão      | -     | -     | -     | -     | -     | -     | -     | -     | 5º    | 1º    | -     | -     |
| 1º Escalão Dist. | -     | -     | -     | -     | -     | 8º    | 4º    | 1º    | -     | -     | -     | -     |

### Títulos

#### Nacionais
- III Divisão (1): 2009/10

#### Regionais
- Divisão de Honra da AF Porto (1): 2007/08
- 1.ª Divisão da AF Porto (5): 1925/26, 1961/62, 1969/70, 1976/77, 2000/01
- 2.ª Divisão da AF Porto (2): 1969/70, 1976/77
- Taça AF Porto (1): 2023/24
- AF Porto Divisão de Elite - Pro-nacional: 2023/24

## Ciclismo
Belmiro Silva / Vencedor - Volta a Portugal em Bicicleta:1978

## Futebol de 5
- I Divisão Futebol de 5 Série A (1):1995/96